# Dick Nieuwenhuizen
Dick Nieuwenhuizen (Hilversum, 6 april, 1957 is een voormalig Nederlandse waterpolospeler.
Nieuwenhuizen nam tweemaal deel aan de Olympische Spelen, in 1980 en 1984. Hij eindigde met het Nederlands team op beide Spelen de zesde plaats.
Op het eind van de jaren 1990 werd hij hoofdcoach van de nieuw opgezette nationale waterpoloteams voor Nederland.
Stan van Belkum · 
Wouly de Bie · 
Ton Buunk · 
Jan Jaap Korevaar · 
Nico Landeweerd · 
Aad van Mil · 
Ruud Misdorp · 
Dick Nieuwenhuizen · 
Eric Noordegraaf · 
Jan Evert Veer · 
Hans van Zeeland · 
 Ivo Trumbić (Bondscoach)
Johan Aantjes · 
Stan van Belkum · 
Wouly de Bie · 
Ton Buunk · 
Ed van Es · 
Anton Heiden · 
Nico Landeweerd · 
Aad van Mil · 
Ruud Misdorp · 
Dick Nieuwenhuizen · 
Eric Noordegraaf · 
Roald van Noort · 
Remco Pielstroom